# Конференция RSA
Конференция RSA — международная конференция по информационной безопасности. На конференции обсуждаются технологии современной защиты информационных систем, проблемы безопасности, тенденции развития сетевых угроз и вредоносных программ. Она проводится в США, Европе и Азии.

## История
Конференция RSA основана компанией RSA Security, которая является подразделением безопасности компании EMC Corporation, в ноябре 1991 года, как форум криптографов, на котором у них есть возможность обмениваться новейшими знаниями и достижениями в области безопасности в интернете. Первая конференция, которая тогда называлась «Криптография, стандарты и публичная политика», проводилась в отеле Софител в Редвуд Сити. В ней приняло участие 50 человек, конференция началась в 9:00 и закончилась в 15:00. С 1993 года конференция стала проводиться ежегодно. С 1995 года тема конференции стала выбираться ежегодно на основе какого-либо значительного вклада в информационную безопасность или события, связанного с ней. С 1998 года ежегодно лицам или организациям присуждается премия RSA Conference Award за выдающийся вклад в области математики(криптографии), государственной политики и информационной безопасности. В настоящее время конференция RSA и связанная с ней RSA конференция фирменных мероприятий по-прежнему управляются RSA при поддержке отрасли.

## Круг участников конференции
Кругу участников конференции — это особая группа «энтузиастов» конференции, состоящая из профессионалов в области безопасности, которые приняли участие в общей сложности в пяти конференциях RSA. Только делегаты имеют право стать членом круга. Раньше круг участников назывался кругом основателей или главным кругом в США и Европе соответственно. Конференция RSA в соответствии с особой программой лояльности даёт множество преимуществ членам круга:
- Отдельная стойка регистрации для ускорения прохождения регистрации
- Лучшие сидячие места в день открытия
- Специальный обед для членов круга
- Скидки в книжном магазине Конференции[1]

## Список тем
- 2018: Противостояние глобальным киберугрозам
- 2017: Сила возможности
- 2016: Соединитесь, чтобы защитить
- 2015: Изменение: бросить вызов сегодняшним взглядам безопасности
- 2014: Делиться. Учиться. Защищать.
- 2013: Безопасность в знаниях
- 2012: Великий шифр сильнее меча
- 2011: Приключения Алисы и Боба
- 2010: Розеттский камень
- 2009: Эдгар Аллан По
- 2008: Алан Мэтисон Тьюринг
- 2007: Леон Баттиста Альберти
- 2006: Современные коды в древних cутрах
- 2005: Коды запрещения: контрабандисты и Элизабетта Фридман
- 2004: Китайская теорема об остатках
- 2003: Тайны майя
- 2002: Мария, королева Шотландии
- 2001: Поиск внеземного разума (SETI)
- 2000: Древняя Греция / Падение Трои
- 1999: Рунические камни викингов
- 1998: Монах 16-го века Тритемий и его книга полиграфии
- 1997: Почтовые голуби
- 1996: Шифровальщики навахо Второй Мировой войны
- 1995: Египетские печати скарабеев[2]

## Обзор конференций

### Конференция RSA 2018: Противостояние глобальным киберугрозам

#### Введение
Состоялась в Moscone Center в Сан Франциско 15-20 апреля 2018. Как и в прошлые годы, на конференции обсуждались тенденции кибератак на ближайшие несколько лет. Особое внимание уделялось угрозам, исходящим от IoT — «Интернета вещей», бытовых устройств и «околокомпьютерных» приспособлений, которые могут быть использованы злоумышленниками для различного рода интернет-атак.

### Конференция RSA 2017: Сила возможности

#### Введение
Состоялась в 2017 году.

### Конференция RSA 2016: Соединитесь, чтобы защитить

#### Введение
Конференция RSA 2016 стала юбилейной, 25-й по счёту. Выступления проходили в 30 потоков, каждый из которых был посвящён своей теме. Наибольшее количество докладов пришлось на поток спонсорских выступлений. Доклады проходили в разных форматах: от прослушивания и выполнения лабораторных работ до обмена мнениями и ужина.

#### Содержание докладов
На конференции RSA 2016 традиционно активно обсуждались темы безопасности мобильных устройств и облачной безопасности. Мероприятие посетили представители правительственных органов США. Министр обороны присутствовал на сессии, на которой оценивалась способность США противостоять кибератакам со стороны потенциальных противников, где он выступил с краткой речью о важности кибербезопасности и государственно-частного партнёрства. Адмирал Майкл Роджерс, глава АНБ, говорил о том, что на первом месте у спецслужб стоит защита интересов государства, а потом всё остальное. Также АНБ предлагало запатентованные технологии аутентификации пользователя по лицу, обнаружения вторжений и удаления SIM-карты из телефона, защиты USB и др.

### Конференция RSA 2015: Изменение: бросить вызов сегодняшним взглядам безопасности

#### Введение
В начале конференции RSA 2015 много внимания было уделено рынку труда, а именно нехватке специалистов. Почти половина ИТ компаний ощущает недостаток кадров, и это на фоне повышения зарплат. Затем речь зашла о безопасности мобильных приложений, бесконтактных платёжных систем, уязвимостях менеджеров паролей.

#### Содержание докладов
Маркус Мюррей (Marcus Murray), специалист по тестам на проникновение компании TrueSec, выступил с докладом об использовании злоумышленниками вредоносных файлов, обычно изображений с расширением .jpg, которые способны скомпрометировать сервера на базе актуальных версий Windows. Мюррей получил доступ к госучреждению, название которого не упоминается, прямо во время его выступления на мероприятии. Он скомпрометировал веб-сервер закачкой определённой фотографии, которую целевая система пыталась открыть после некорректной загрузки, в результате чего расширение .jpg поменялось на окончание .jpg.aspx. Такая эксплуатации механизма интеграции активного содержимого в атрибутах изображения лежит в основе демонстрационной атаки Мюррея. После этого доступ к ресурсам был получен, и контроллер домена оказался под полным управлением тестировщика. Специалист также отметил, что в смешанных средах эффективность данной атаки остаётся высокой. С одним из ключевых докладов выступил эксперт Microsoft, который раскрыл тему безопасности облачных технологий. Он упомянул, что данные, которые люди хранят в облаке, не полностью находятся под контролем их обладателя, но целиком контролируются специалистами. Для отсутствия беспокойства в этой схеме не хватает прозрачности.

### Конференция RSA 2014: Делиться. Учиться. Защищать.

#### Введение
Конференция RSA 2014 могла сорваться из-за скандала, связанного с заявлениями Эдварда Сноудена. Многие компании отказались от участия в мероприятии, значимые личности в области информационной безопасности высказались о необходимости срыва конференции. Тем не менее, конференция состоялась.

#### Содержание докладов
Основной темой докладов стали песочницы. Cisco и другие компании предлагали свои решения в этой области. Алекс Уотсон (Alex Watson), директор компании Websense по исследованию угроз, выступил с докладом о возможностях использования данных, передаваемых системой сообщения об ошибках и отказах операционной системы Windows, для хакерской деятельности. По его словам, ERS передаёт огромные объёмы данных в виде незашифрованных пакетов. Пакеты содержат всю информацию об уязвимостях компьютера, а также о программном обеспечении и подключенных периферийных устройствах. Получение этой информации позволяет хакерам эффективнее перехватывать и подменять сообщения корреспондентов.

### Конференция RSA 2013: Безопасность в знаниях

#### Введение
На конференции RSA 2013 присутствовали основатели современной криптографии с открытыми ключами, которые делились своими взглядами на современное состояние компьютерной безопасности, обсуждали недавно опубликованные факты массовых хакерских атак на американские компании и рассказывали о своих текущих исследованиях.

#### Содержание докладов
Большой частью конференции RSA 2013 был выбор лучшего из современных мобильных устройств. Компания Motorola Solutions показала защищённый смартфон AME 2000, который и стал победителем. Смартфон будет использоваться государственными организациями США. Специальной возможностью AME 2000 является возможность перехода в режим повышенной безопасности, в котором пользователи могут звонить и отправлять сообщения по каналу, защищённому 256-битным алгоритмом шифрования AES. Также телефон умеет сам подключаться к защищённым VPN-сетям.

### Конференция RSA 2012: Великий шифр сильнее меча

#### Введение
Конференция RSA 2012 началась с исполнения хором песни группы Rolling Stones «Ты не всегда можешь получить то, что хочешь». Вступительное слово взял на себя Арт Ковьелло (Art Coviello), глава RSA. Затем на мероприятии обсуждались 3 основные тенденции, определяющие риски безопасности: облака, целевые угрозы, мобильность.

#### Содержание докладов
Огромное количество докладов на конференции RSA 2012 было посвящено проблемам стандарта мобильной связи GSM. Эксперты в области информационной безопасности указали на лёгкость компрометации мобильных сетей, которая была вызвана общим увеличением доступных вычислительных мощностей. Об этом также упомянул Аарон Тернер (Aaron Turner), учредитель компании N4struct, в ходе своего выступления. Роб Малан (Rob Malan), один из основателей компании Arbor Networks, в своём докладе пояснил, насколько легко взламывать мобильные устройства, как можно перехватывать данные и как делать из телефона прослушивающее устройство. Малан связал уязвимость GSM кода с отсутствием контроля над этим стандартом. Эксперты также отмечают, что коррумпированность в сфере мобильной связи даёт хакерам свободу действий. Например, по номеру телефона с помощью атаки методом полного перебора на GPRS-протоколы можно получить доступ к устройству. Компания Cisco анонсировала новую концепцию противодействия современным ИТ угрозам. Они предложили изменить парадигму защиты, перейти от разграничения сетей к защите данных в самой сети с использованием единых подходов как для физических, так и для виртуальных сегментов инфраструктуры.

### Конференция RSA 2011: Алиса и Боб

#### Введение
Конференция RSA 2011 стала юбилейной, 20-й по счёту. В ней приняли участие более 350 компаний. В качестве темы конференции были выбраны имена Алиса и Боб, которые используются в криптографии для обозначения взаимодействующих агентов.

#### Содержание докладов
Основной темой докладов на конференции стали облачные вычисления и задачи повышения доверия к ним.
Ключевым был доклад Арта Ковьелло (Art Coviello), главы RSA. Он заявил, что для того, чтобы достичь доверия к «облакам», необходимо отказаться от элементов безопасности, разработанных для физических инфраструктур. Он также отметил, что необходимо обратиться к технологиям виртуализации, это будет единственным решением для обеспечения «облачной» безопасности, и достичь такого же уровня видимости и управляемости «облачными» средами, какой на сегодняшний день доступен по отношению к физическим средам.
В связи с этим RSA анонсировала собственную платформу Clod Trust Authority, разработанную для построения безопасных облачных сервисов.
Энрике Салем (Enrique Salem), руководитель компании Symantec, посвятил доклад концепции «контекстной безопасности» и представил обновлённую версию Endpoint Protection 12. Новая система использует репутационные оценки для защиты от вредоносного программного обеспечения. На основе данных, собираемых от 175 миллионов конечных пользователей, создаются рейтинги и выявляются потенциально опасные ресурсы. Также в своём докладе Энрике Салем коснулся проблемы консьюмеризации и растущей популярности мобильных платформ, которые требуют внедрения совершенно новых инструментов защиты, применяемых для доступа в сеть и не зависящих от местоположения пользователя.
Вице-президент компании Microsoft, Скотт Чарни (Scott Charney), посвятил доклад развитию концепции карантина инфицированных персональных компьютеров. Он заявил, что Microsoft планирует внедрить сертификаты здоровья ПК, выходящие в сеть, и ограничения доступа в сеть для инфицированных ПК. Также необходимо отметить, что на конференции RSA в 2011 году присутствовало много докладчиков, представляющих органы государственной власти США. Майкл Чертофф (Michael Chertoff), занимавший пост секретаря министерства внутренних дел и безопасности до 2009 года, заявил, что важнейшие проблемы США на сегодняшний день: неготовность к кибератакам, недостаточная защищённость правительственных сетей, энергосистем и других объектов государственного значения. Генерал Кейт Александр (Keith Alexander), командующий U.S. Cyber Command и директор Агентства национальной безопасности США, отметил, что промышленность нуждается в помощи военных для защиты важных инфраструктур.

## Скандал вокруг конференции RSA 2014
Незадолго до конференции RSA 2014 Эдвард Сноуден сделал заявление, в котором говорилось о получении взятки в размере 10 млн долларов компанией RSA Security от представителей Агентство национальной безопасности США. По его словам, RSA и АНБ заключили сделку, по условиям которой разработанный АНБ генератор псевдослучайных чисел Dual EC DRBG должен был внедриться в различное ПО, выпускаемое RSA. Особое беспокойство вызвало его использование в востребованной утилите для шифрования личных данных RSA BSAFE. В секретной информации, переданной Сноуденом, говорилось о возможности расшифровки личных данных агентами спецслужб, так как у алгоритма ранее были найдены различные уязвимости. После этого эксперты в области защиты информации призвали отказаться от продукции компании RSA.

## Уязвимость в пропусках на конференцию RSA 2016
Джерри Гэмблин (Jerry Gamblin), эксперт по информационной безопасности, предложил способ, благодаря которому любой желающий мог пройти на конференцию RSA 2016 бесплатно. Он обнаружил, что полотенца из отеля, где он остановился, были оснащены для предотвращения краж RFID-метками, которые были и на пропусках на конференцию. С помощью устройства Proxmark3 для работы с метками Гэмблин добился того, чтобы полотенца и пропуска использовали одну и ту же метку.